# Волк, Родольфо
Родольфо Волк (хорв. Rodolfo Volk; 14 января 1906, Риека — 2 октября 1983, Неми), в Италии жил под именем Родольфо Фольки (итал. Rodolfo Folchi) — итальянский футболист, хорват по происхождению, нападающий.
Выступал за команды «Фиумания», «Фиорентина», Рома, «Пиза» и «Триестина». Во время фашистского режима Муссолини взял фамилию Фольки, чтобы иметь возможность жить и работать в Италии. Провел 5 матчей за вторую сборную Италии.

## Достижения
- Лучший бомбардир чемпионата Италии: 1931 (29 мячей)